# ایان تارافتا
ایان تارافتا (اسپانیایی: Ian Tarrafeta‎؛ زادهٔ ۴ ژانویهٔ ۱۹۹۹) بازیکن هندبال اهل اسپانیا است.